# Province de San Luis
Pour les articles homonymes, voir San Luis.
La province de San Luis est une subdivision de l'Argentine située au centre-ouest du pays. Sa capitale est la ville de San Luis.

## Histoire

### Avant l'arrivée des Espagnols
Avant l'arrivée des Espagnols au XVIe siècle, la zone de la province actuelle de San Luis était habitée par diverses ethnies indigènes : il y avait des sédentaires comme la partialité des Comechingons appelée Michilingües dans la région montagneuse du nord-est, les Huarpes du groupe huanacache dans le bassin palustre du nord-ouest (à laquelle ils donnèrent leur nom (voir les lagunas de Guanacache), ou encore quelques Diaguitas de la partialité Olongasta dans l'extrême nord. D'autres tribus étaient nomades et transhumants comme les Het de la grande partialité Taluhet, dans les vastes plaines du sud, la Travesía Puntana (secteur occidental de la région pampéenne). Plus tard arrivèrent les Ranquels, les Puelches et les Pehuenches.

### Colonisation espagnole
Le territoire de l'actuelle province intégra ce qui fut appelé Corregimiento de Cuyo avec pour chef-lieu la ville de Mendoza. Cette vaste zone faisait partie de la Capitainerie Générale du Chili, elle-même dépendante de la  Vice-royauté du Pérou.
Dans la région, se produisit rapidement une diminution de la population indigène, victime des maladies introduites par les européens.
Avec la création de la Vice-royauté du Río de la Plata en 1776, l'ancien Corregimiento de Cuyo fut séparé de la Vice-royauté du Pérou et de la tutelle du l'administration du Chili, pour se voir incorporée dans la nouvelle entité dont capitale était Buenos Aires. La cordillère des Andes devint dès lors une frontière politique.
La Real Ordenanza de Intendentes du 28 janvier 1782 divisa la Vice-royauté du Río de la Plata en 8 gouvernorats-intendances. Ainsi se forma l'Intendencia de Cuyo comprenant le territoire actuel de la province de San Luis. Mais cette structure fut modifiée par l'Ordre Royal du 29 juillet 1782 et la cédule du 5 août 1785, supprimant les intendances de Cuyo et de Santa Cruz de la Sierra (dans l'actuelle Bolivie), et divisant celle de Tucumán en deux. Le Cuyo fit dès lors partie du nouveau gouvernorat de l’Intendencia de Córdoba del Tucumán, avec Córdoba comme capitale.
En 1778, la province devint dépendante de l'Intendance de Córdoba, puis, en 1813, les territoires de Mendoza, San Juan et San Luis constituèrent la province de Cuyo, avec Mendoza pour capitale.
Le 1er mars 1820, la province proclama son autonomie administrative, et en 1855 le gouverneur Justo Daract ratifia la nouvelle constitution provinciale.

## Géographie

### Situation
La province est limitée au nord par la province de La Rioja, à l'est par la province de Córdoba, au sud par la province de La Pampa, à l'ouest par la province de Mendoza et au nord-ouest par la province de San Juan.

### Relief
La province présente deux milieux naturels différents. Dans la moitié nord, le paysage montagneux prédomine, coïncidant avec les Sierras Pampéennes. Dans la moitié sud, le relief est plat.
La chaîne la plus importante est celle de San Luis, située au centre nord et formant la ligne de partage entre les bassins de diverses rivières qui y prennent naissance. À l'ouest se trouvent les montagnes de Guayaguas, Cantanal, Quijadas et Alto Pencoso. Entre les deux zones montagneuses se forme une dépression relative nommée Pampa de las Salinas, occupée dans sa partie centrale par une étendue saline.
Les sierras sont constituées de trois chaînes courant du nord au sud, séparées entre elles par de longues vallées planes. D'est en ouest nous avons : 
- la première chaîne comprend la sierra de Comechingones qui matérialise la limite avec province de Córdoba (là se situe le point culminant de la province, le cerro De las Ovejas, de 2 297 mètres d'altitude, auquel on accède depuis la ville de Merlo), ainsi que les sierras de Tilisarao et de la Estanzuela, toutes deux dominant vers l'ouest le Valle de Conlara qui les sépare du groupe de sierras suivant plus à l'ouest ;

- le second groupe de sierras est avant tout constitué par les Sierras de San Luis. Là se trouvent des sommets d'origine volcanique comme le Cerro Sololasta, le Cerro Tomolasta et le Cerro Inti Huasi ;

- finalement, à l'ouest, se trouve une troisième chaîne de sierras, très érodées, constitué de plusieurs cordons : les sierras de Guayaguas, de Cantanal, de las Quijadas, d'Alto Pencoso, del Gigante et de la Cabra.

Entre ces deux derniers alignements nord-sud une dépression s'est formée, occupée par la Pampa de las Salinas au nord, et par la Salina del Bebedero plus au sud.

## Voies d'accès

### Voies routières
La province est traversée d'est en ouest par la route nationale 7 qui relie Buenos Aires à Mendoza (puis Valparaiso au Chili) en desservant Villa Mercedes et San Luis. Plus au nord, la route nationale 20 qui va de Córdoba à San Juan, suit un parcours plus ou moins parallèle et passe par Luján.
Ces deux routes sont reliées par la route nationale 147 qui allant du nord-est de la province vers le sud-ouest, relie Luján à San Luis.
De plus, la route nationale 8 en provenance de la ville de Río Cuarto en province de Córdoba aboutit à Villa Mercedes. Plus loin, à l'est (via la route nationale 158 (es)), la communication se fait dès lors avec Santa Fe et son tunnel sous le fleuve Paraná, puis encore plus loin avec le grand sud industrialisé du Brésil.
En 2011 a été inaugurée une nouvelle autoroute nord-sud de 256 km, baptisée Autopista por la Paz del Mundo (autoroute pour la paix du monde), entre Villa Mercedes (sur la RN 7)  et la localité d'Arizona en province de La Pampa. Cette route longe en fait la frontière avec la province de Córdoba.

### Voie aérienne
L’Aeropuerto Brigadier Mayor Cesar Raúl Ojeda de San Luis (Code IATA : LUQ — Code OACI : SAOU), est situé à quatre kilomètres au nord-ouest du centre de la ville. La longueur de sa piste est de 2 950 m. Il offre des vols vers l'Aéroport Jorge-Newbery de Buenos Aires à raison de 12 vols par semaine. Il est aussi en relation avec la ville de San Rafael - Mendoza. En 2017, le nombre de passagers a été de 91 906 personnes.
Depuis 2001, il existe en outre l’Aéroport international Valle del Conlara (es) (Code IATA : RLO — code OACI : SAOS). Il est situé au nord-est de la province à Santa Rosa de Conlara à 18 km au sud-ouest de la ville de Merlo. Il a une piste de béton de 2 550 mètres de long. Il se trouve en bordure de la route nationale 148. Il offre des vols à destination de Buenos Aires (Aéroport Jorge-Newbery), San Luis et Villa Mercedes.

## Villes
Les principales villes de la province sont (entre parenthèses - population en 2010) :
- San Luis (169 947 habitants). L'agglomération du Grand San Luis comptait 298 414 habitants en 2010, soit près de 69 % de la population provinciale ;
- Villa Mercedes (111 391), 30e ville du pays de par sa population. La ville accuse une forte croissance démographique (2,8 % annuellement) et économique[4]. De nombreux établissements industriels s'y sont implantés depuis le début du siècle ;
- Merlo (17 084), une importante destination touristique ;
- La Punta (13 182), petite cité-champignon faisant partie de l'aire urbaine de San Luis. Fondée en mars 2003, elle compte déjà une université : l'Universidad de La Punta. Elle est aussi dotée d'un planetarium ;
- Juana Koslay (12 467), fait partie de l'agglomération de San Luis, la capitale ;
- Justo Daract (12 135) ;
- Santa Rosa de Conlara (10 471), importante destination touristique ;
- Quines (7 459) ;
- La Toma (7 374) ;
- Tilisarao(6 256) ;
- Concarán (5 119).

Parmi les localités moins importantes, il faut citer :
- Buena Esperanza ;
- El Volcán ;
- Potrero de Los Funes ;
- San Francisco del Monte de Oro ;
- Los Cerrillos ;
- Candelaria (San Luis) (es) ;
- Luján (San Luis) (es).

## Climat
Dans la zone de montagnes, le climat est aride, bien que sur les versants orientaux des montagnes se développe un climat montagnard tempéré, plus humide que celui des rebords occidentaux, puisque le flanc de la montagne se comporte comme un front de condensation pour le vent de l'Atlantique.
| Mois                     | jan.  | fév. | mars | avril | mai  | juin | jui. | août | sep. | oct. | nov. | déc.  | année |
| ------------------------ | ----- | ---- | ---- | ----- | ---- | ---- | ---- | ---- | ---- | ---- | ---- | ----- | ----- |
| Température moyenne (°C) | 24    | 22,9 | 20,4 | 16,1  | 12,2 | 9,2  | 8,9  | 10,8 | 13,9 | 17,2 | 20,6 | 23,1  | 16,6  |
| Précipitations (mm)      | 102,5 | 85,7 | 60,3 | 34,3  | 21,1 | 9,8  | 10,9 | 9,3  | 17,7 | 53,1 | 68,4 | 100,2 | 573,1 |

| Mois                | jan. | fév. | mars | avril | mai | juin | jui. | août | sep. | oct. | nov. | déc. | année |
| ------------------- | ---- | ---- | ---- | ----- | --- | ---- | ---- | ---- | ---- | ---- | ---- | ---- | ----- |
| Précipitations (mm) | 99   | 69   | 75   | 42    | 26  | 10   | 12   | 14   | 28   | 66   | 72   | 86   | 599   |

## Hydrographie
Les principales rivières de la zone des montagnes de San Luis sont le Río Comlara et le Río Quinto. Les rivières Río Desaguadero et Río Salado délimitent les frontières de la province du côté occidental. Au nord-ouest de la province, aux confins des provinces de San Juan et de Mendoza se trouvent les Lagunas de Guanacache, endroit de confluence des ríos San Juan et Mendoza, et point de départ du Río Desaguadero.
Le Desaguadero forme un système complexe (Le système du Desaguadero) qui, depuis la seconde moitié du XIXe siècle et spécialement tout au long du XXe siècle, a souffert d'une grave réduction des débits hydriques avec pour conséquence un dessèchement menaçant des Lagunas de Guanacache, et la transformation en saline de la laguna del Bebedero, ainsi que la dessiccation de la rivière homonyme (río El Bebedero).

### Barrages

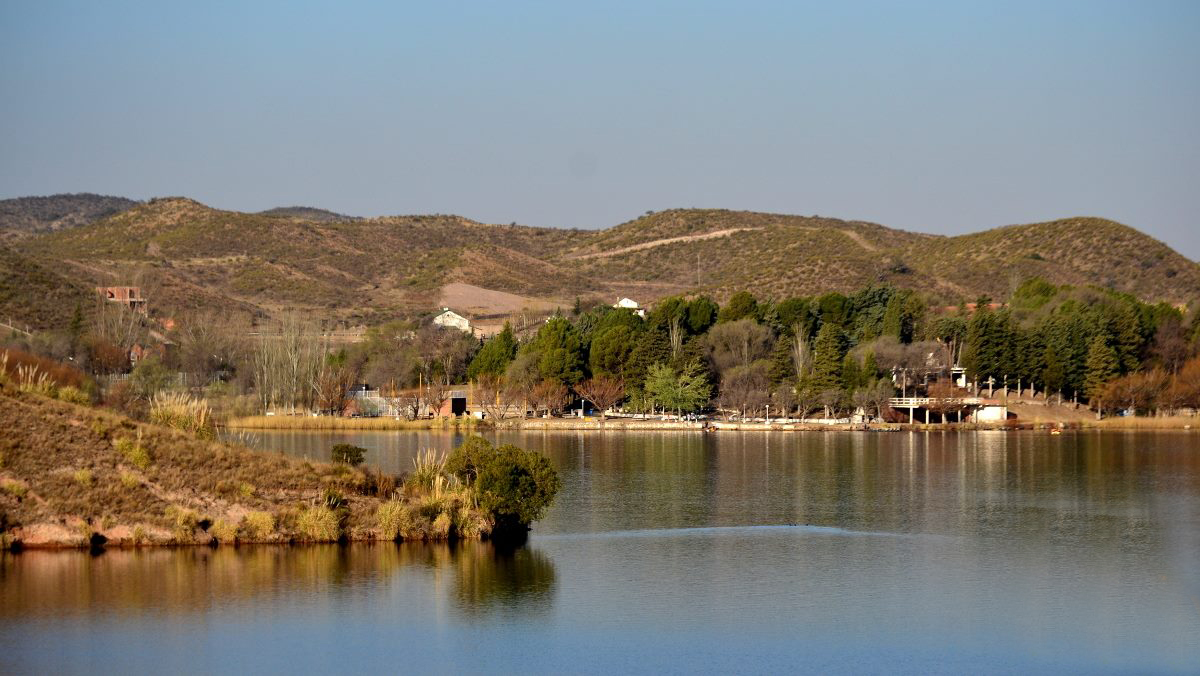
Vue du lac de barrage de Potrero de los Funes.

Le climat fort sec de la province a rendu nécessaire l'édification de plusieurs barrages sur des cours d'eau la plupart du temps intermittents. Les lacs ainsi créés, outre leur nécessité pour l'approvisionnement en eau de la population et de l'agriculture, sont aujourd'hui des endroits touristiques et sportifs de plus en plus fréquentés.
| Nom                               | Superficie | Capacité   | Profondeur | Inauguration |
| --------------------------------- | ---------- | ---------- | ---------- | ------------ |
| Embalse La Florida (es)           | 650 ha     | 105,00 hm3 | 37 m       | 1953         |
| Embalse Potrero de los Funes (es) | 91 ha      | 6,80 hm3   | 33 m       | 1927         |
| Dique La Huertita (es)            | 430 ha     | 47,00 hm3  |            | 1981         |
| Dique Nogolí (es)                 | 170 ha     | 25,80 hm3  | 50 m       | 2003         |
| Dique Paso de las Carretas        | 756 ha     | 75,00 hm3  | 40 m       | 1982         |
| Dique Villa General Roca          |            | 1,70 hm3   |            | 1956         |
| Dique Cruz de Piedra              | 154 ha     | 12,50 hm3  | 29 m       |              |
| Dique San Felipe                  | 1 200 ha   | 81,00 hm3  |            |              |
| Dique Antonio Esteban Agüero      | 107 ha     | 19,30 hm3  | 60 m       | 2001         |
| Dique Luján                       | 27 ha      | 3,60 hm3   | 37 m       |              |
| Dique Las Palmeras                | 186 ha     | 24,00 hm3  |            | 2010         |
| Dique Saladillo                   |            | 50,00 hm3  |            | 2011         |
| Dique La Sepultura / Piscu Yaco   | 12 ha      |            | 30 m       | 2010         |
| Dique Boca del Río                | 138 ha     | 8,54 hm3   | 35 m       | 2012         |
| Dique La Estrechura               | 45 ha      |            | 21 m       | 2013         |
| Dique Berta Vidal de Battini      | 16 ha      | 20,00 hm3  | 42 m       | 2012         |

## Subdivisions
La province est subdivisée en 9 départements :
|  | Département                   | Superficie km2 | Population 2001 | Population 2010 | Chef-lieu                      | Carte des départements |
|  | ----------------------------- | -------------- | --------------- | --------------- | ------------------------------ | ---------------------- |
|  | Ayacucho                      | 9 681          | 16 906          | 19 087          | San Francisco del Monte de Oro |                        |
|  | Belgrano                      | 6 626          | 3 881           | 3 985           | Villa General Roca             |                        |
|  | Chacabuco                     | 2 651          | 18 410          | 20 744          | Concarán                       |                        |
|  | Coronel Pringles              | 4 484          | 12 571          | 13 157          | La Toma                        |                        |
|  | General Pedernera             | 15 057         | 110 814         | 125 899         | Villa Mercedes                 |                        |
|  | Gobernador Dupuy              | 19 632         | 11 120          | 11 779          | Buena Esperanza                |                        |
|  | Junín                         | 2 476          | 20 271          | 28 933          | Santa Rosa de Conlara          |                        |
|  | Juan Martín de Pueyrredón     | 13 120         | 168 771         | 204 019         | San Luis                       |                        |
|  | Libertador General San Martín | 3 021          | 5 189           | 4 707           | San Martín                     |                        |
|  | Total Province                | 76 748         | 367 933         | 431 588         | San Luis                       |                        |

## Région du Nouveau Cuyo
El 22 janvier 1988, les gouverneurs des provinces de La Rioja, Mendoza, San Juan et San Luis ont signé le traité d'intégration économique du Nouveau Cuyo (Tratado de Integración Económica del Nuevo Cuyo).
Le processus de régionalisation en Argentine est basé sur l'article 124 de la Constitution.
Le traité d'intégration économique du Nouveau Cuyo a donné forme à la région afin de « fortifier l'intégration de la région en améliorant les moyens de communication et de transport, en promouvant l'offre de biens et de services régionaux, tant sur le plan national qu'international et la création d'entreprises productives et commerciales avec d'autres pays, spécialement ceux d'Amérique latine ».
Comme organe de gouvernement de la région on a constitué « l'Assemblée des Gouverneurs ».

## Faune et flore

### Flore
Sur le territoire de la province, au nord-ouest, on note la présence importante du quebracho blanco (Aspidosperma quebracho-blanco), espèce qui a donné son nom à une réserve naturelle provinciale. On y trouve également l'algarrobo negro (Prosopis nigra), le bréa (Parkinsonia praecox (es)), le chañar (Geoffroea decorticans), l'espinillo (Acacia caven (es)), le retamo (Spartium junceum), la jarilla hembra (Larrea divaricata (es)), le piquillín (Condalia microphylla (es)), le duraznillo noir ou palque (Cestrum parqui).
Plus au sud, dans la réserve de flore et de faune La Florida par exemple, on peut observer l'algarrobo blanco (Prosopis alba), le caldén (Prosopis caldenia), le tala (Celtis ehrenbergiana) et le molle dulce (Lithraea molleoides).
À l'extrémité nord-ouest de la province, dans la zone des Lagunas de Guanacache, les arbres dominants sont avant tout l'algarrobo dulce (Prosopis flexuosa (es)) et le chañar (Geoffroea decorticans). Parmi les arbustes, outre diverses espèces de jarillas (Larrea ssp.), de chilcas (Baccharis ssp.) et de zampas (Atriplex lampa), on trouve également l'alpataco (prosopis alpataco (es)), la totora (Typha domingensis) et le junquillo (sporobolus rigens). La végétation des marais est représentée, entre autres, par le jonc (Scirpus californicus).

### Faune

#### Mammifères
Parmi les mammifères autochtones présents dans la province on peut voir le  puma concolor, le chat de Geoffroy (Leopardus geoffroyi), le pécari à collier (pecari tajacu), le petit renard gris (lycalopex griseus), des rongeurs comme le mara ou lièvre de Patagonie (dolichotis patagonum), le cobaye halophile (dolichotis salinicola), le cobaye du Brésil (Cavia aperea), la viscache des plaines (lagostomus maximus), plusieurs espèces de tatous (dasypodidae) tels le grand tatou velu (chaetophractus villosus) et le tatou à trois bandes du Sud (tolypeutes matacus). On notera aussi la présence du daguet gris (Mazama gouazoubira) et plus rarement du cerf des pampas (Ozotoceros bezoarticus). Dans l'ensemble de province et surtout au nord-est, on peut observer de nombreux petits tatous velus (chaetophractus vellerosus).

#### Oiseaux
Comme partout en Argentine, véritable paradis des oiseaux, ceux-ci sont omniprésents. Parmi eux citons le tinamou élégant (eudromia elegans), la cariama de Burmeister (chunga burmeisteri), l'engoulevent à miroir (systellura longirostris) et l'aigle couronné aujourd'hui très menacé (stephanoaetus coronatus). Bans les bosquets et zones boisées on remarque un grand nombre d'espèces de petite taille (passeriformes) appelés localement pájaros cantores, comme la calandrita (stigmatura budytoides), le tuquito gris (empidonomus aurantioatrocristatus), le tyran mélancolique (tyrannus melancholicus), le phrygile petit-deuil (phrygilus fruticeti), l'araguira rougeâtre (coryphospingus cucullatus) et le commandeur huppé (gubernatrix cristata). On observe également le tyranneau omnicolore (Tachuris rubrigastra), le piranga orangé (Piranga flava), le gaucho serrano (Agriornis montanus), le milan des marais ou caracolero (Rostrhamus sociabilis), le sicale bouton-d'or (Sicalis flaveola), le chipiu sanglé (Microspingus pectoralis), le saltatricule du Chaco ou pepitero Chico (Saltatricula multicolor), le merle anthracite (Turdus anthracinus (es)), l'évêque de Brisson (Cyanoloxia brissonii), le merle à ventre roux ou zorzal colorado (Turdus rufiventris), le grèbe à bec bigarré ou macá Pico Grueso (Podilymbus podiceps), le martin-pêcheur à ventre roux (Megaceryle torquata), le pigeon tigré (Patagioenas maculosa), le grand Grèbe ou macá Grande (Podiceps major), le pigeon picazuro (Patagioenas picazuro), la buse tricolore (Geranoaetus polyosoma), la buse aguia (Geranoaetus melanoleucus), le guira cantara (Guira guira), le grimpar porte-sabre (Drymornis bridgesii), le cinclode brun (Cinclodes fuscus), le petit Chevalier (Tringa flavipes), l'embernagre à cinq couleurse (Embernagra platensis), le caracara huppé ou localement carancho (Caracara plancus), le troglodyte familier (Troglodytes aedon), le tyranneau noirâtre (Serpophaga nigricans), l'échasse blanche (Himantopus himantopus), le caracara chimango (Phalcoboenus chimango), l'annumbi alouette (Coryphistera alaudina), la conure veuve ou cotorra (Myiopsitta monachus), le rara du Paraguay (Phytotoma rutila).
Le héron cocoi (ardea cocoi) est aussi présent ainsi que le grèbe de Rolland (rollandia rolland) et le grand Grèbe (podiceps major).
À l'ouest de la capitale, dans les plaines herbeuses peu arrosées, on peut voir le héron flûte-du-soleil (Syrigma sibilatrix), le faucon aplomado (Falco femoralis), la chevêche des terriers (Speotyto cunicularia), l'hirondelle fardée (Stelgidopteryx fucata), le Pipit à plastron (Anthus furcatus), l'Embernagre à cinq couleurs (Embernagra platensis). On peut rencontrer aussi le Phrygile charbonnier (Phrygilus carbonarius) et le Chipiu cannelle (Poospiza ornata).
Le parc national Sierra de las Quijadas est une zone clé pour la buse couronnée (Harpyhaliaetus coronatus) qui apprécie les steppes arbustives avec arbres isolés.
Les hautes parois rocheuses hébergent le condor des Andes (Vultur gryphus) et le faucon pèlerin (Falco peregrinus). On peut y voir aussi le synallaxe marron (Asthenes  steinbachi), le tourco sable (Teledromas fuscus), le chipiu cannelle (Poospiza ornata) et la monjita salinera (Xolmis salinarum). La découverte récente de l'existence de cette dernière espèce au sein du parc accroît son aire de distribution connue jusqu'ici.

#### Reptiles
Parmi les reptiles, on remarque la tortue terrestre (chelonoidis chilensis), le tégu commun (tupinambis teguixin), le tégu rouge (tupinambis rufescens), le crotale cascabelle (crotalus durissus), la yarará ñata (bothrops ammodytoides), la yarará chica (bothrops diporus), le serpent corail (micrurus altirostris), le boa de las vizcacheras ou lampalagua (boa constrictor occidentalis).

#### Amphibiens
Les amphibiens sont nombreux dans la province. Citons les grenouilles de l'espèce Physalaemus biligonigerus, plusieurs espèces de Leptodactylus (Leptodactylus bufonius, Leptodactylus gracilis, Leptodactylus latrans, Leptodactylus mystacinus, Leptodactylus latinasus), ainsi que les crapauds Rhinella achalensis ou crapaud d'Achala, ainsi que Rhinella arenarum. On trouve également dans la province la grenouille cornue d'Argentine ou grenouille cornue de Bell ou grenouille cornue ornée ou escuerzo commun ( Ceratophrys ornata).

## Aires protégées

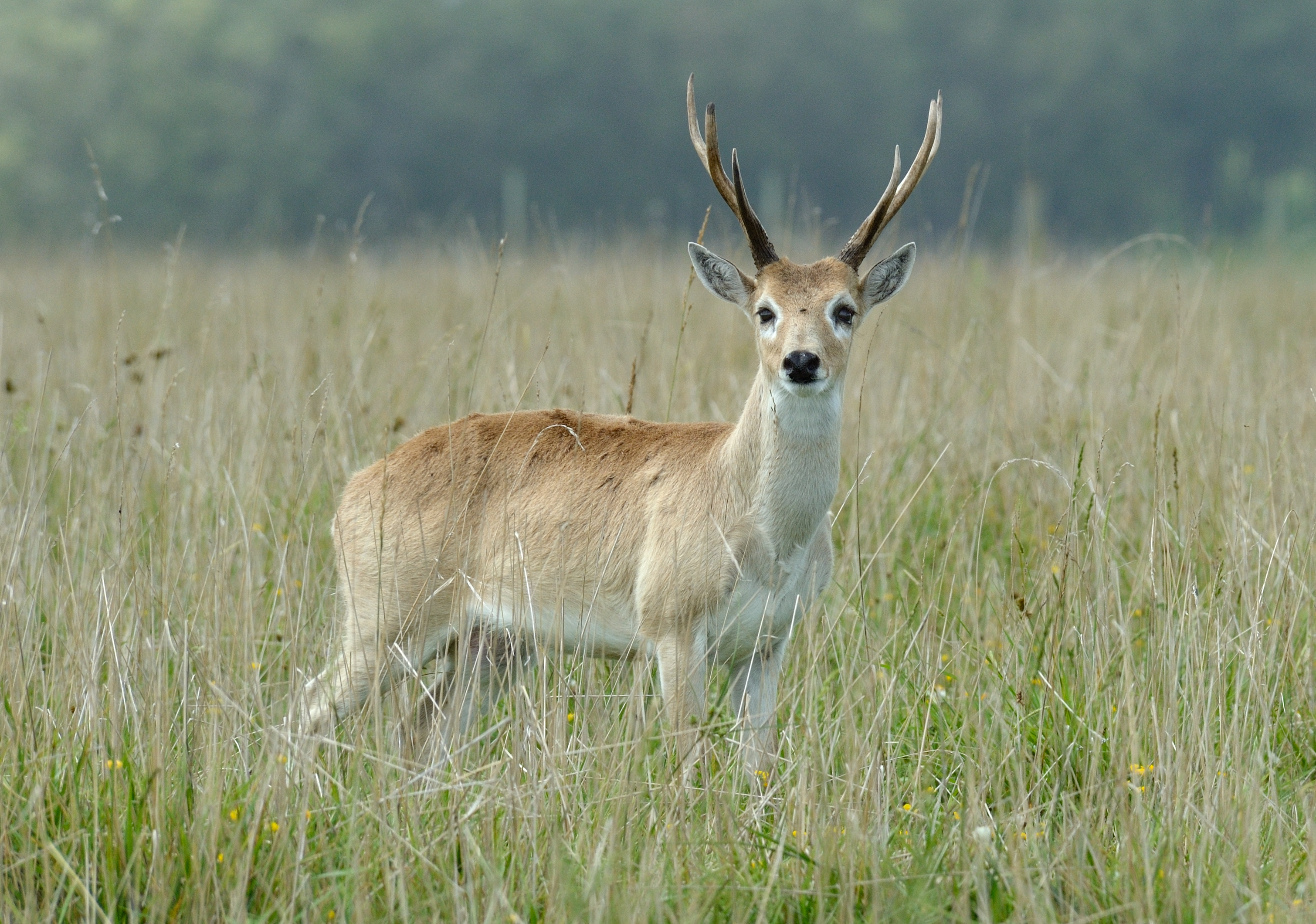
Le cerf des pampas devait être protégé au sein du nouveau Parc national Los Venados. Malheureusement, faute de moyens, le projet n'a pas totalement abouti.

- Parc national Sierra de las Quijadas (73 533 hectares), situé au nord-ouest de la province.
- Parque nacional Los Venados (es) (30 000 hectares). Plus de 100 000 hectares avaient été prévus en 1998, mais à la suite de l'effondrement économique du début de ce XXIe siècle, une bonne partie de la superficie a été reprivatisée, pour y faire pousser du maïs transgénique bien arrosé de pesticides.
- Parque provincial Bajo de Véliz (6 000 ha), située à 33 km de Santa Rosa de Conlara dans le secteur nord-est de la province.
- Reserva de flora y fauna La Florida (es) (347 ha), située dans le département de Coronel Pringles au nord du lac du barrage La Florida.
- Reserva Provincial Natural Mogote Bayo (250 ha), situé au nord-est de la province.
- Reserva natural Quebracho de la Legua (2 242 ha), au nord-ouest.
- Reserva Quebrada de las Higueritas (plus ou moins 1 000 ha), au nord-est de la province, aux environs de Luján.
- Reserva del Caldenal Puntano partagée entre les provinces de San Luis et de La Pampa (à l'extrême sud-est de la province de  San Luis).

## Population
Avant 1850 la population provinciale a historiquement évolué comme suit :
- 1778 : 6 956 habitants[12] ;
- 1815 : 17 000 hab.[13] ;
- 1820 : 20 000–25 000 hab.[14] ;
- 1847 : 20 000 hab.[15].

Depuis 1838, la population recensée de la province a continué à progresser comme suit :
|                      | 1838    | 1895      | 1914      | 1947       | 1960       | 1970       | 1980       | 1991       | 2001       | 2010       |
| -------------------- | ------- | --------- | --------- | ---------- | ---------- | ---------- | ---------- | ---------- | ---------- | ---------- |
| Province de San Luis | 28 000  | 81 450    | 116 266   | 165 546    | 174 316    | 183 460    | 214 416    | 286 458    | 367 933    | 431 588    |
| Argentine            | 674 000 | 4 044 911 | 7 903 662 | 15 893 811 | 20 013 793 | 23 364 431 | 27 949 480 | 32 615 528 | 36 260 130 | 40 091 359 |

L'Institut argentin des statistiques et des recensements (INDEC) estimait la population de la province à 412 110 habitants en 2003.
En 1838, il y avait 28 000 habitants qui peuplaient le territoire de la province, d'une superficie un peu plus vaste que celle du Benelux. Ceci représentait quelque 4 % de la population de l'Argentine. La croissance démographique a été nettement plus faible que celle de l'ensemble du pays jusqu'à la fin des années 1970. Plus récemment, on remarque que la population de la province a doublé en 30 ans, entre 1980 et 2004, et affiche de ce fait un rythme d'accroissement supérieur à la moyenne du pays.
Les projections de population effectuées par l'INDEC prévoyaient une population se montant à 456 000 habitants en 2010 et déjà 505 000 en 2015, soit un accroissement de près de 10 000 personnes annuellement,.
Les résultats provisoires du recensement de 2010 affichent une hausse un peu moindre que prévu, mais se montant cependant à quelque 17,5 % par rapport au recensement précédent effectué en 2001. San Luis est ainsi l'une des provinces argentines qui progresse le plus en valeur relative (pourcentage d'augmentation par rapport à la population de 2001).
Cette croissance forte est liée certainement à la fécondité élevée de ses habitants, mais aussi à une certaine immigration. La vigueur de la natalité observée ces dernières années dans la province (8 099 naissances en 2000, et 8 751 en 2004, soit un taux de 21,9 pour mille) laisse entrevoir la poursuite d'une croissance démographique importante dans les prochaines décennies.

### Évolution prévue jusque 2040
Les dernières prévisions de l'INDEC concernant les prochaines décennies prévoient pour 2040 une population provinciale de 618 818 habitants, pour une population totale du pays de 52 778 477 personnes la même année. On prévoit donc un accroissement de la population provinciale de l'ordre de 45 %, soit bien plus que l'accroissement  total argentin qui ne serait que d'un peu plus de 30 % en trente ans.
Résumé de l'évolution du chiffre de la population, selon les prévisions de l'INDEC, concernant les prochaines décennies jusque 2040 : 
|                      | 2001       | 2010       | 2020       | 2030       | 2040       |
| -------------------- | ---------- | ---------- | ---------- | ---------- | ---------- |
| Province de San Luis | 367 933    | 431 588    | 508 328    | 568 188    | 618 818    |
| Total Argentine      | 36 260 130 | 40 091 359 | 45 376 763 | 49 407 265 | 52 778 477 |

### Religions
La population est à 95 % catholique et regroupée au sein du diocèse de San Luis.

## Économie
Le profil économique de la province changea à partir des politiques de promotion industrielle appliquées depuis la fin de 1982. Jusqu'alors, le secteur primaire (agriculture) était la base de la production provinciale.
Les établissements industriels qui s'installèrent après ces années montrèrent une grande diversification et se trouvent, principalement, dans deux centres urbains : la capitale et Villa Mercedes. Dans le secteur agro-industriel se distinguent les industries frigorifiques et les industries de tannerie. Ces dernières années, l'activité laitière grandit, ainsi que la production d'équipements électroménagers, plastique et les articles en papier et en carton. L'industrie minière se développe dans les montagnes de San Luis, du Gigante et de la Estanzuela, riches en granites et pierres plates, d'où on extrait le calcaire, le basalte et le marbre.

### Axe Mercosur-Chili
Les pays d'Amérique du Sud ont actuellement de grands projets de travaux d'infrastructure routière et de communication — certains déjà réalisés , devant permettre de se relier entre eux, et de stimuler ainsi leurs économies, mais aussi de relier les deux rives atlantique et pacifique du continent pour stimuler et faciliter le commerce international, depuis la rive atlantique vers l'Asie surtout, mais aussi vers l'ouest de l'Amérique du Nord et l'Océanie.
Parmi ces projets, celui dénommé « Axe Mercosur-Chili » (Eje Mercosur-Chile) défini par l'IIRSA, doit permettre de relier le sud et l'est industrialisé du Brésil ainsi que le río de la Plata, aux zones industrialisées et développées du centre chilien (Santiago du Chili et Valparaíso), en traversant les Andes au niveau des provinces argentines de Mendoza et de San Juan. Les principales voies de communication structurant cette vaste zone peuplée de plus de 130 millions d'habitants se rejoignent au niveau de la province de San Luis peu avant d'aborder les Andes. Villa Mercedes devrait constituer un des grands carrefours internationaux. En effet, c'est là que doivent se rejoindre deux des principales composantes routières de l'axe, en provenance de l'est sud-américain et à destination du Chili et — plus loin — de l'Asie : 
- celle en provenance du Brésil, via Santa Fe et son tunnel sous le fleuve Paraná. Elle comprend les grandes mégapoles de Belo Horizonte, Rio de Janeiro, São Paulo, Curitiba et Porto Alegre (composante de l'axe Mercosur-Chili matérialisée en province de San Luis par les routes nationale 8 et nationale 7) ;

- celle en provenance du río de la Plata, avec les autres grandes conurbations de Montevideo, Buenos Aires et Rosario. En province de San Luis cette composante de l'axe Mercosur-Chili correspond à la route nationale 7, qui continue vers l'ouest jusqu'à la frontière chilienne.

De gros investissements sont prévus en Argentine dans la province, mais surtout dans celles de Mendoza, de Santa Fe et d'Entre Ríos.
Le rôle de la province comme nœud stratégique de cette région géante explique le boom économique et démographique de la province constaté depuis les années 1990. L’Institut national argentin des statistiques et recensements (INDEC) prévoit pour les années 2001-2010 un accroissement de population de l'ordre de 20 % pour Villa Mercedes, et de pas moins de 30 % pour la capitale San Luis.
Source : Site de l'IIRSA.

## Tourisme
- San Luis (capitale)

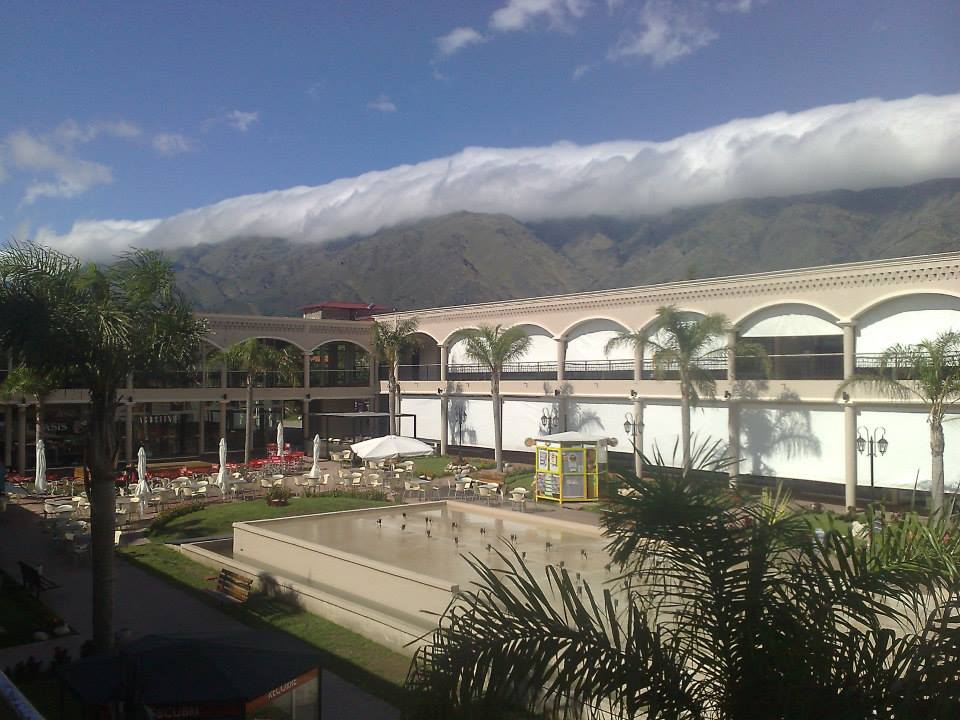
Galería del Sol à Merlo.

- Merlo, devenue grand centre touristique, située à l'extrême nord-est, au pied du Cerro De las Ovejas, point culminant de la province (2 297 mètres d'altitude). On y accède par la RN 148 qui va du nord au sud depuis Villa Dolorès en province de Córdoba jusqu'à Villa Mercedes. Elle aurait d'après les spécialistes un des meilleurs microclimats du monde, ainsi que la meilleure qualité du milieu de toute l'Argentine[22]. C'est une des principales destinations touristiques du pays, et particulièrement pour les amateurs du tourisme d'aventure. Parmi les principales attractions de Merlo on trouve :
  - l'arbre appelé « el Abuelo », qui aurait plus de 1 200 ans ;
  - le pittoresque hameau de Piedra Blanca, au délicieux climat ;
  - le village de Pasos Malos, très visité et utilisé par les campeurs. Non loin se trouve le mirador Peñón del Colorado, qui domine la ville et ses environs ;
  - le balnéaire de Rincón del Este, avec camping municipal et un lac avec hôtels (sur le ruisseau ou arroyo El Rincón) ;
  - le Mirador Del Sol, qui domine le Valle de Conlara (es) ;
  - la Reserva provincial natural Mogote Bayo (es) ;
  - les Sierras de los Comechingones (es), lieu idéal pour la pratique du rappel, du trekking, du cascadisme et des excursions en quadricles et 4 × 4.

Autres :
- Santa Rosa de Conlara
- Parc national Sierra de las Quijadas
- Les lagunes de Guanacache
- Reserva de flora y fauna La Florida (es)
- Embalse Potrero de los Funes (es)
- Valle de Conlara
- San José del Morro
- La Toma
- Quines
- Lujan
- San Francisco del Monte de Oro
- Nogoli
- Villa de La Quebrada
- El Volcán
- La Florida
- El Trapiche
- Balde
- Carpintería